# 007 ムーンレイカー
『007 ムーンレイカー』（ダブルオーセブン ムーンレイカー、Moonraker）は、イアン・フレミングの長編小説『007』シリーズ第3作。1955年、ジョナサン・ケープより出版された。英国の億万長者ドラックス卿が国家に寄贈するために作った原爆ロケット「ムーンレイカー」基地の保安主任が変死したことから、後任として派遣されたジェームズ・ボンドの活躍を描くストーリー。全編イギリス国内で物語が進むという、007作品としては異色の展開となる。

## タイトル
「ムーンレイカー」とは、本来は「水面に写った月（ムーン）を熊手で掻き寄せよう（レイカー）という馬鹿な真似をしたイギリスのウィルトシャー州の人」、または馬鹿者・阿呆者を表すイギリス英語の古典的隠語である（詳細はムーンレイカー (伝承) を参照）。
フレミングの小説では、イギリスの核ミサイル開発プロジェクトの名称が「ムーンレイカー計画」で、そのロケットエンジンに使う合金精製に不可欠なコルンブ石を独占的に供給しているのが本作の黒幕ドラックスという設定である。実はドラックスは元ナチス党員ドラッヘで、イギリスに恨みを抱いており、このミサイルにソ連から供給された核弾頭を搭載し、北海に向けての試験発射を装いロンドンを核攻撃して焼け野原にし、その混乱に乗じて株式市場で莫大な利益を上げることを目論んでいた。
また、1979年に公開された映画版では「ムーンレイカー」が弾道ミサイルからスペースシャトルに変更され、その他にも「弾道ミサイルによるロンドン核攻撃計画」が「全世界を標的にした宇宙からの毒ガス散布計画」に、「ロンドン殲滅」が「全人類抹殺」に、「現場から潜水艦で脱出」が「周回軌道上の宇宙ステーションで高みの見物」にそれぞれ変更された。しかも肝心の「ムーンレイカー」がアメリカ製に変更されてしまったため、余計にわかりづらい題名となってしまった（シャーリー・バッシーが歌うテーマソングには「ムーンレイカーのように黄金の夢を、私の愛を探す」という一節がある）。
実は当のフレミング自身がこの『ムーンレイカー』という題名に疑問を持っていたようで、脱稿当初に出版社へ提示したタイトルは『The Infernal Machine（悪魔の機械、以下邦題はすべて便宜上の直訳）』『The Inhuman Element（非人間的要素）』『Wide of the Mark（的はずれ）』などといった硬いものだった。逆に『The Moonraker Sense（ムーンレイカーの常識）』『The Moonraker Plan（ムーンレイカー計画）』『Bond & The Moonraker（ボンドとムーンレイカー）』『The Moonraker（ザ・ムーンレイカー）』など、ムーンレイカーという語にこだわった対案をいくつも出して再考を促したのは編集者の方で、最終的にフレミングが説き伏せられる形で『ムーンレイカー』に落ちついた。
なお、このタイトルがどうかと思ったのはフレミングだけではなかったようで、アメリカで本書の初版が発行された際のタイトルは『Too Hot to Handle（熱すぎて手に負えない）』というものだった。

## ストーリー
ジェームズ・ボンドは、英国の億万長者ヒューゴ・ドラックスがカードクラブでイカサマを働いているとの情報を得たMと共に、クラブへ向かうこととなった。ドラックスは第二次世界大戦中にイギリス軍兵士として従軍し、野戦本部が敵の破壊工作で爆破された際に重傷を負って健忘症に悩まされるものの、リハビリの後に退役して億万長者となった人物で、核搭載弾道ミサイル「ムーンレイカー」を私費を投じて開発してその基地と共に国家に寄贈することを決め、偉大な国家的英雄と賞賛される紳士だった。
そんな彼がイカサマをやっている情報を掴んだMは疑問を覚えながらボンドと共にドラックスがいるクラブに赴くが、やはりドラックスはコントラクト・ブリッジでのイカサマで荒稼ぎをしていた。ボンドはさらなるイカサマ勝負を仕掛けてドラックスから大金を巻き上げるが、ドラックスの態度は相手を侮辱するうえ、まるで誇大妄想狂の変質者そのものという、国家的英雄らしからぬ無礼な男だった。
その翌日、ドーバーの断崖にあるムーンレイカー基地の保安主任が、色恋の刃傷沙汰で死亡する事件が発生。折しも来週の金曜日にはムーンレイカーを、核弾頭なしの状態で試射実験を行うことになっていたため、警視庁特別部とMはムーンレイカー開発を妨害しようとする何者かの工作があると判断し、ボンドを後任者として派遣する。ボンドは先んじて潜入していた特別部の婦人警察官ガーラ・ブランドと共に活動するが、やはり何者かに命を狙われることになる。
ところが、一連の事件の首謀者はドラックスその人だった。彼の正体は元ナチス親衛隊の生き残りドラッヘで、バルジの戦いにおいて特殊部隊を率い、イギリス軍に変装して破壊活動を行っていたが、イギリス軍の野戦本部を自動車爆弾で爆破した際に巻き込まれて重傷を負ってしまう。しかしこのおかげでイギリス軍に負傷兵として救助され、以後「ヒューゴ・ドラックス」と名乗ることとなった。ドラックスはナチス党率いるドイツを滅ぼした英国への復讐を遂げるため、長年の潜伏期間を経て英国の億万長者として名を挙げると、親衛隊時代の仲間とともに英国内にミサイル基地を開設。ソ連と手を結び、試射実験と見せかけてソ連から入手した本物の核弾頭をムーンレイカーに装備してロンドンを核攻撃するとともに、その混乱に乗じて株式市場で莫大な利益を上げる計画を立てていた。ムーンレイカーの発射まであと僅かと迫る中、ボンドとガーラは英国最大の危機を阻止しようとする。

## 出版
- 『007 ムーンレイカー』井上一夫訳、東京創元社〈創元推理文庫〉、1964年、ISBN 978-4488138028
- Moonraker Penguin Classics, 2004/06, ISBN 978-0141187563